# Стежару (Бакеу)
Стежару (рум. Stejaru) — село у повіті Бакеу в Румунії. Входить до складу комуни Скорцень.
Село розташоване на відстані 243 км на північ від Бухареста, 17 км на захід від Бакеу, 92 км на південний захід від Ясс, 133 км на північний схід від Брашова.

## Населення
За даними перепису населення 2002 року у селі проживали 100 осіб, з них 99 осіб (99,0%) румунів. Рідною мовою 99 осіб (99,0%) назвали румунську.